# 櫟谷宗像神社

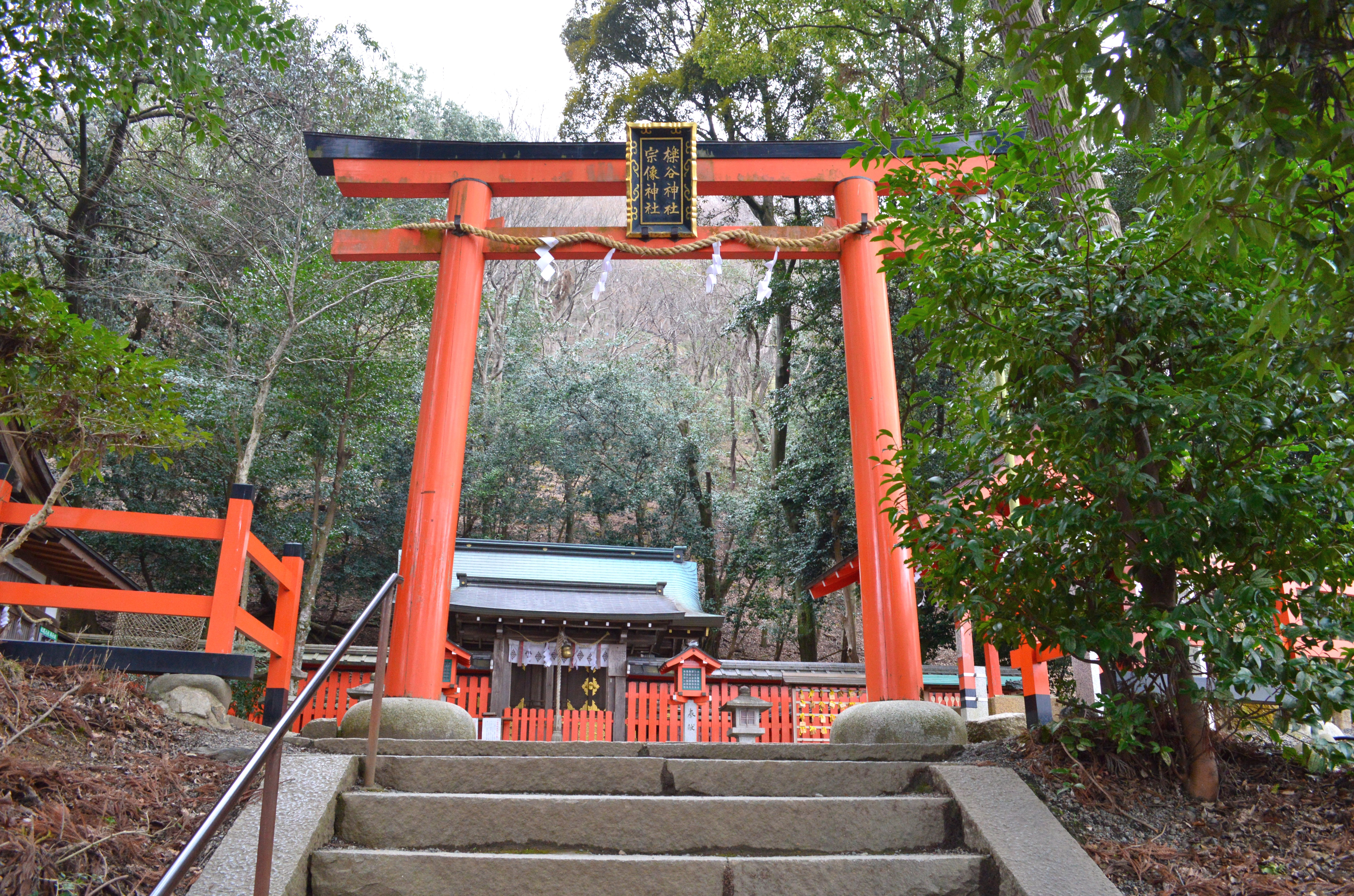
鳥居

櫟谷宗像神社（いちたにむなかたじんじゃ/いちいだにむなかたじんじゃ）は、京都府京都市西京区嵐山中尾下町にある神社。櫟谷社と宗像社の2社が1殿に祀られており、櫟谷社は式内社で、現在は両社合わせて松尾大社の摂社である。
社殿は渡月橋の南橋詰近くに鎮座する。櫟谷社と宗像社はそれぞれ「松尾七社」の一社に数えられ、特に櫟谷社は松尾社・月読社とともに「松尾三社」に数えられる。

## 祭神
現在の祭神は次の2柱。
- 櫟谷神社：奥津島姫命 （おきつしまひめのみこと、田心姫命）
- 宗像神社：市杵島姫命 （いちきしまひめのみこと）

『松尾社譜』や神社明細帳では、現在とは逆に櫟谷社は市杵島姫命、宗像社は奥津島姫命と記されており、本来はそちらが正しいとする説もある。なお『松尾七社略記』では、櫟谷社祭神を事代主神とする。

## 歴史

### 創建
創建は不詳。社伝では、天智天皇7年（668年）に筑紫国宗像から勧請されたことによるという。
神社の鎮座地は、桂川（保津川/大堰川）が保津峡を出てゆるやかな流れに変わる場所になる。櫟谷社・宗像社はいずれも水神を祀ることから、この流れが変わる地を聖地と見なし地主神として祀られたことが両社の始まりとする説もある。一説に、「櫟谷」とは当社すぐ西側の小谷を指すともいわれる。

### 概史
櫟谷社に関しては、国史では嘉祥元年（848年）に従五位下、貞観10年（868年）に正五位下の神階奉叙の記事が見える。また貞観12年（870年）の記事では、葛野鋳銭所近くの宗像・櫟谷・清水・堰・小社の5社に対して賀茂上下社・松尾社とともに新鋳銭を奉納したと見えることから、宗像社・櫟谷社は元々独立社であったとされる。
延長5年（927年）成立の『延喜式』神名帳では、山城国葛野郡に「櫟谷神社」と記載されて櫟谷社が式内社に列している。
その後仁安2年（1167年）3月25日には「松尾末社櫟谷旅所老尼一人頓死」という記載が見えるほか（『続左丞抄』）、仁治2年（1241年）にはやはり「松尾末社」である櫟谷宗形両社が焼亡して神体を焼いたという。また寛元2年（1244年）には、山崩れが発生して大堰川が塞がれ、末社宗像社では鏡石が落ちたという。このように、古くから両社は松尾大社の末社であった。
室町時代初期の「松尾神社境内絵図」では、櫟谷社・宗像社両社は独立社殿ながら隣接して描かれている。
明治維新後、明治11年（1878年）3月に両社は松尾神社摂社に定められた。

### 神階
- 嘉祥元年（848年）11月2日、無位から従五位下 （『続日本後紀』）[原 1] - 表記は「櫟谷神」。
- 貞観10年（868年）閏12月10日、従五位下から正五位下 （『日本三代実録』）[原 2] - 表記は「櫟谷神」。

## 文化財
櫟谷宗像神社では神像として女神像2躯と神像形1躯が伝えられている。これらの神像は他の松尾大社摂末社の神像と併せて京都府指定文化財に指定されており、現在は松尾大社の宝物館に所蔵・展示されている（「松尾大社#文化財」参照）。

## 登場作品
- 『夫木和歌抄』（鎌倉時代後期）、藤原為家の歌[3]
| 「                        | おほ井川（大堰川） しぐるる秋の いちひだに（櫟谷） 山やあらしの 色をかすらむ | 」 |
| —『夫木和歌抄』、藤原為家 |                                                                              |    |

### 原典
1. 1 2  『続日本後紀』嘉祥元年（848年）11月戊午（2日）条。
2. 1 2  『日本三代実録』貞観10年（868年）閏12月10日条。
3. ↑  『日本三代実録』貞観12年（870年）11月17日条。
4. ↑  『百錬抄』仁治2年（1241年）8月7日条。
5. ↑  『百錬抄』寛元2年（1244年）3月26日条。